# Portal Stories: Mel
Portal Stories: Mel é um mod de um jogador baseado em Portal 2 usando o motor de jogo Source. O mod foi desenvolvido por Prism Studios, um grupo composto por oito fãs dos jogos Portal. O mod foi lançado em 25 de junho de 2015, para os sistemas Microsoft Windows, OS X e Linux, disponível gratuitamente para todos que possuem Portal 2 na Steam.

## Jogabilidade
Igual Portal 2, Portal Stories: Mel é um quebra-cabeças de plataforma de perspectiva em primeira pessoa tendo como personagem do jogador, Mel.

## Desenvolvimento
Portal Stories: Mel foi desenvolvido através de quatro anos por um time independente de fãs sobre o nome Prism Studios. O desenvolvimento do mod começou em Maio de 2011, e seu lançamento foi originalmente pretendido para o início de 2012. Depois de vários adiamentos, em 21 de Março de 2013, foi anunciado que o foco seria mudado primariamente para a qualidade. Neste tempo, o time de desenvolvimento já havia mudado completamente.

## Recepção
O jogo foi bem recebido em geral pelos fãs das séries. Ambos PC Gamer e Washington Post, além de outros canais de mídia escreveram resenhas positivas para o mod. Em 15 de Novembro de 2015, o mod conseguiu a classificação 93/100 na Steam.

## Prêmios e nomeações
Portal Stories: Mel conseguiu o prêmio "Melhor Criação de Fã" no The Game Awards 2015.